# Oedicentra
Oedicentra là một chi bướm đêm thuộc họ Geometridae.